# Sexuelle Handlung
Der Begriff der sexuellen Handlung wird unter anderem im deutschen Sexualstrafrecht verwendet. Der Begriff wurde mit durch das 4. Strafrechtsreformgesetz vom 23. November 1973, mit dem das Sexualstrafrecht umfassend geändert wurde, an Stelle der bis dahin weithin verwandten Begriffe der Unzucht und unzüchtige Handlung eingeführt, um eine wertneutralere und dadurch auch deutlicher konturierte Formulierung zu verwenden.
Das Strafgesetzbuch enthält in § 184h nur scheinbar eine Legaldefinition, weil dort nicht definiert wird, was eine sexuelle Handlung ist, sondern lediglich dargelegt wird, dass sexuelle Handlungen im Sinne des Gesetzes nur solche seien, die in Bezug auf das geschützte Rechtsgut von einiger Erheblichkeit sind (§ 184h Nr. 1 StGB) und sexuelle Handlungen vor einem anderen nur solche, die vor einem anderen vorgenommen werden und deren Vorgang von diesem auch wahrgenommen wird (§ 184h Nr. 2 StGB).
Bereits diese begrifflichen Einschränkungen machen indes deutlich, dass der strafrechtliche Begriff der sexuellen Handlung sich mit dem allgemeinsprachlichen nicht decken muss. Auch diejenige Handlung, die vor einem anderen vorgenommen wird, diesem aber verborgen bleiben soll und tatsächlich bleibt, kann aus Sicht des Handelnden einen sexuellen Bezug haben, sich in dessen subjektiver Wahrnehmung also als sexuelle Handlung darstellen, ohne dass sie von der Definition des Gesetzes erfasst wird. Gegenstand der juristischen Definition der sexuellen Handlung ist demnach nur ein solches sexualisiertes Verhalten, das wegen seines Bezugs zur Umwelt von der Rechtsgemeinschaft zum Gegenstand rechtlicher Konsequenzen gemacht werden kann und muss.
Allerdings können seit 2016 sexuell bestimmte Berührungen, die mangels Erheblichkeit keine sexuellen Handlungen im o. g. Sinn darstellen, als Sexuelle Belästigung gemäß § 184i bestraft werden, wenn sich die berührte Person belästigt fühlt.
Dass der Gesetzgeber diesen neuen Tatbestand einführte, sollte allerdings nach herrschender Meinung nichts an der Höhe der Erheblichkeitsschwelle für sonstige Sexualdelikte ändern, die die sexuelle Handlung als Tatbestandsmerkmal voraussetzen.

## Handlung
Für den Handlungsbegriff ergibt sich bezüglich der juristischen Einordnung der sexuellen Handlung keine Besonderheit. Eine Handlung kann im Rechtssinne sowohl in einem Tun, als auch in einem Unterlassen bestehen. Lediglich der Natur der Sache nach wird eine sexuelle Handlung zumeist durch aktives Tun vorgenommen. Ausgeschlossen ist eine sexuelle Handlung durch Unterlassen jedoch nicht. Herbert Tröndle bildete das Fallbeispiel, dass der Täter in sexueller Absicht entblößt bleibt, als sein Opfer hinzutritt.

## Geschütztes Rechtsgut
Seit dem 28. November 1973 (Inkrafttreten des 4. Strafrechtsreformgesetzes) ist die sexuelle Selbstbestimmung das vom Sexualstrafrecht geschützte Rechtsgut, die Sittlichkeit ist als strafrechtlich geschütztes Rechtsgut entfallen. Bei Kindern gilt die von vorzeitigen sexuellen Erlebnissen ungestörte Gesamtentwicklung als geschütztes Rechtsgut.

## Sexuell
Die Handlung muss aus Sicht eines objektiven Beobachters zur Befriedigung geschlechtlicher Bedürfnisse eines Menschen dienen.
Zunächst zählen dazu Handlungen, die schon objektiv einen Sexualbezug aufweisen, also schon aufgrund des äußeren Erscheinungsbildes. Sexuelle Handlungen sind dabei auch solche objektiv sexualbezogenen Handlungen, die ohne jede sexuelle Absicht vorgenommen werden, also etwa „aus Wut, Sadismus, Scherz oder Aberglaube“. Bei Vorsatzdelikten ist dabei nur nötig, dass sich der Täter des sexuellen Bezugs seines Verhaltens bewusst ist. Eine solche objektiv sexuelle Handlung stellt beispielsweise das Entblößen des Unterkörpers einer widerstandsunfähigen Person dar.
Weiterhin können auch sogenannte ambivalente Handlungen, also mehrdeutige Handlungen, sexuelle Handlungen darstellen, wenn eine sexuelle Motivation des Täters vorliegt. „Insoweit ist auf das Urteil eines objektiven Betrachters abzustellen, der alle Umstände des Einzelfalles kennt. Dazu gehören auch die Zielrichtung des Täters […] und seine sexuellen Absichten […]. Der notwendige Sexualbezug kann sich mithin etwa aus der den Angeklagten leitenden Motivation ergeben, seine sexuellen Bedürfnisse zu befriedigen […].“ Dies kann beispielsweise eine pädophile Motivation bei der Berührung eines Kindes beim Abwischen des Hinterns bewirken, wobei die pädophile Motivation unter anderem „vor dem Hintergrund des Besitzes von mehr als 15.000 kinderpornographischen Bild- und Videodateien“ und der Anfertigung eines Fotos beim Zeigen auf die Vagina zeige.
Dagegen sollen sogenannte neutrale Handlungen als sexuelle Handlungen ausscheiden, auch wenn sie im Einzelfall mit sexueller Motivation vorgenommen werden sollten. Strittig ist, ob eine „medizinisch indizierte und regelgerecht ausgeführter Behandlungsmaßnahmen am weiblichen Genital“ solche Handlungen darstellen, bei denen es nicht auf die Motivation des Behandlers ankomme. Der Bundesgerichtshof konnte diese Frage in einer Entscheidung 2021 offenlassen, da die im Fall vorliegende Behandlungssituation mit zwei versteckten Kameras schon keine regelgerecht ausgeführte Behandlung darstelle. Ähnlich sah es der Bundesgerichtshof 2020 die Berührung des weiblichen Genitals bei einer Behandlung bei erloschener Approbation.

## Erheblichkeit
Wie erwähnt, sieht § 184h Nr. 1 StGB vor, dass nur solche Handlungen als sexuelle Handlungen gelten, die in Bezug auf das geschützte Rechtsgut von einiger Erheblichkeit sind. Der Bundesgerichtshof verwendet folgende Formel: „Als erheblich sind solche sexualbezogenen Handlungen zu werten, die nach Art, Intensität und Dauer eine sozial nicht mehr hinnehmbare Beeinträchtigung des im jeweiligen Tatbestand geschützten Rechtsguts besorgen lassen“.
Für Tatbestände, die dem Schutz von Kindern dienen, ist die Schwelle der Erheblichkeit geringer anzusetzen als bei Tatbeständen, die dem Schutze von Erwachsenen dienen. Je mehr kriminelle Energie das Gesamtgeschehen erkennen lässt (zum Beispiel bei Gewalt) und je schutzwürdiger das Opfer ist (zum Beispiel ein Kind), desto niedriger soll die Erheblichkeitsschwelle sein. So ist demnach die Schwelle bei der Erregung öffentlichen Ärgernisses deutlich höher anzulegen als beim sexuellen Missbrauch von Kindern. Jedoch sind nach dem Bundesgerichtshof auch nicht alle sexuell motivierten Handlungen beim Schutz der sexuellen Selbstbestimmung von Kindern automatisch als tatbestandsmäßig anzusehen. Dies gelte nicht für „kurze oder aus anderen Gründen unbedeutende Berührungen“.
Für die Erheblichkeit der sexuellen Handlung ist es nicht erforderlich, dass das Opfer die Sexualbezogenheit des Verhaltens erkennt.
Als nicht erheblich sind angesehen worden: Streicheln der bedeckten Oberschenkel,  zumindest nicht kurzes, sexuell motiviertes Umarmen eines pubertierenden weiblichen Kindes (Kind und Täter in Badekleidung, Peniskontakt), kurze, flüchtige Berührungen der bekleideten Brust eines Kindes. In diesen Fällen kommt seit 10. November 2016 eine Strafbarkeit als sexuelle Belästigung in Betracht, sofern sie mit Berührungen einhergehen und die Opfer sich „in ihrer sexuellen Selbstbestimmung nicht unerheblich beeinträchtigt und damit sexuell belästigt gefühlt haben“.
Als erheblich sind angesehen worden: mehrfaches erzwungenes Drücken der Hand des Opfers gegen das bekleidete Geschlechtsteil des Täters, Streicheln des nackten Gesäßes einer 13-Jährigen durch einen erwachsenen Mann, Berühren der mit lediglich einem Bikinihöschen bekleideten Geschlechtsteile einer 9-Jährigen, regelmäßig auch das Streicheln der nur mit einem T-Shirt bekleideten Brust eines weiblichen Kindes, die längerdauernde Berührung des Schamhügels unter der Bekleidung einer 14-Jährigen.
Ein Zungenkuss ist bei Kindern vom Bundesgerichtshof schon immer als erheblich angesehen worden (Strafbarkeit als [einfacher] Sexueller Missbrauch von Kindern). Ob ein Zungenkuss sonst als erheblich anzusehen ist, war umstritten bzw. wurde bei einem kurzzeitigen Zungenkuss einer 15-Jährigen 2009 vom Oberlandesgericht Brandenburg verneint, aber 2017 ohne weiteres vom Bundesgerichtshof bejaht. Bei einem sonstigen Kuss kommt es auf die Umstände des Einzelfalles an.